# Туризм в Албанії

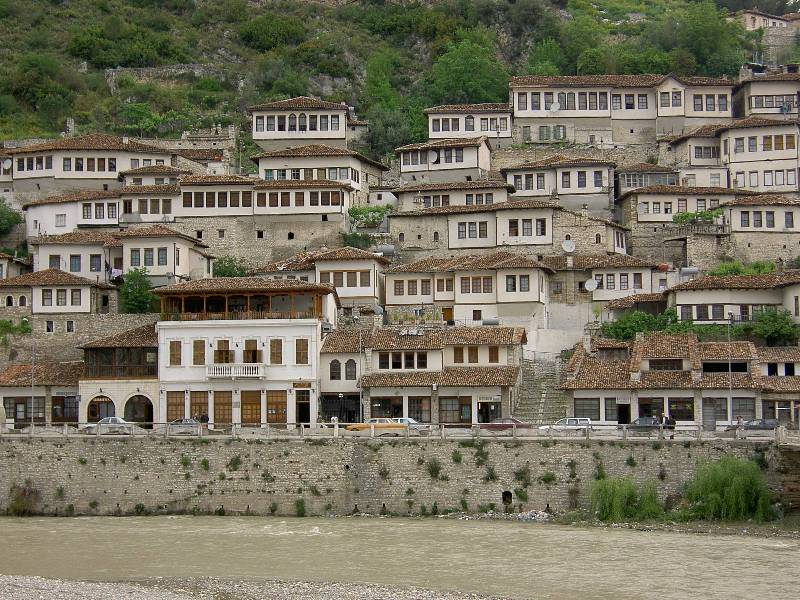
Берат, «місто тисячі та одного вікна»

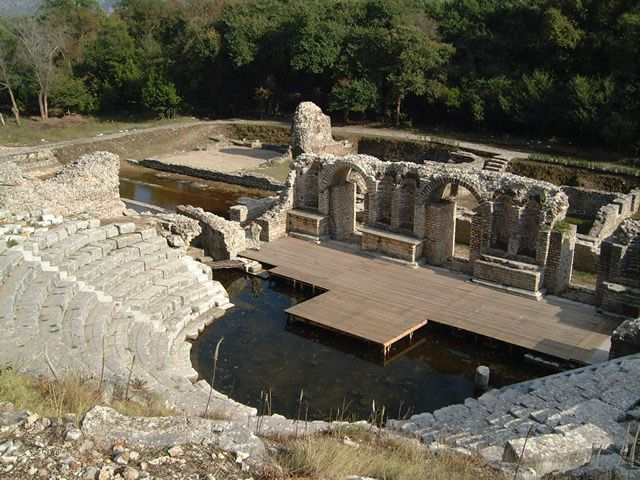
Древній амфітеатр у Бутринті

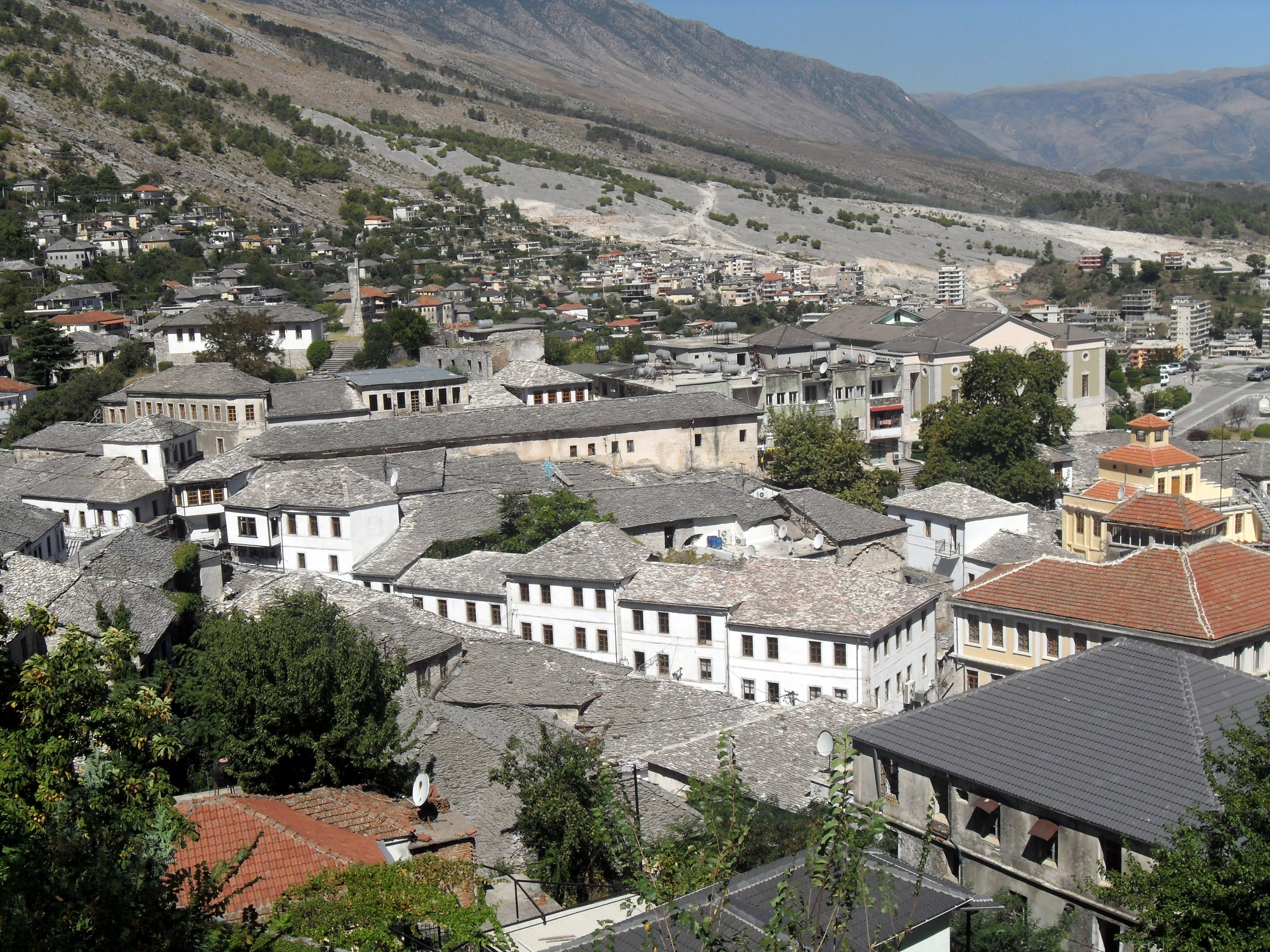
Гірокастра, кам'яне місто

Туризм у Албанії характеризується археологічною спадщиною Іллірії, Греції, Римської та Османської імперій, найчистішими пляжами, гірськими рельєфами, смачними стравами традиційної албанської кухні, артефактами часів Холодної війни, унікальними традиціями та гостинністю і особливою атмосферою сільської місцевості. У 2014 році New York Times помістив Албанію на 4 місце серед 52 напрямків для відвідування. Lonely Planet поставив Албанію на 1 місце для відвідування у 2011 році. Стаття The Huffington Post навела 10 причин для відвідування Албанії у 2013 році. Албанію нерідко титулують «нова любов Середземномор'я», а останнім часом— «останній секрет Європи».
Основна частина міжнародних туристів прибуває в Албанію з Косово,Північної Македонії,Чорногорії,Греції та Італії, є також туристи з Польщі та Чехії,а також країн Західної Європи - Німеччини, Бельгії, Нідерландів, Франції, скандинавських та інших країн. Перед першим відвідуванням Албанії туристам рекомендується проконсультуватися з онлайновими або друкованими виданнями та туристичними Інтернет-форумами з конкретними питаннями про маршрут або замовити тур у місцевого туроператора. Бекпекери (англ. Backpaking - подорожі з рюкзаком)  в Албанії вважають за краще селитися в гуртожитках, кемпінгах у сільській місцевості або на узбережжі. Організовані туристичні групи, як правило, відвідують численні археологічні пам'ятки та історичні міста. Зростає попит на рафтинг -тури, велосипедні тури, а також походи бездоріжжям у сільській місцевості. Останнім часом у Тирані та інших містах відкриваються агенції з прокату автомобілів, турбюро та туристичні інформаційні центри. Стає популярним медичний туризм до Албанії, передусім стоматологічний, оскільки албанські стоматологи пропонують послуги за набагато нижчими цінами, ніж у Західній Європі.

## Туристичні дестинації

### Найпопулярніші міста та місця археологічних розкопок
Найбільш відвідувані туристами міста Албанії:
- Дуррес
- Берат
- Гірокастра
- Круя
- Шкодер , місто, де, зокрема, знаходиться замок Розафа
- Тирана (столиця)
- Вльора
- Лежа
- Поградец
- Саранда
- Корча

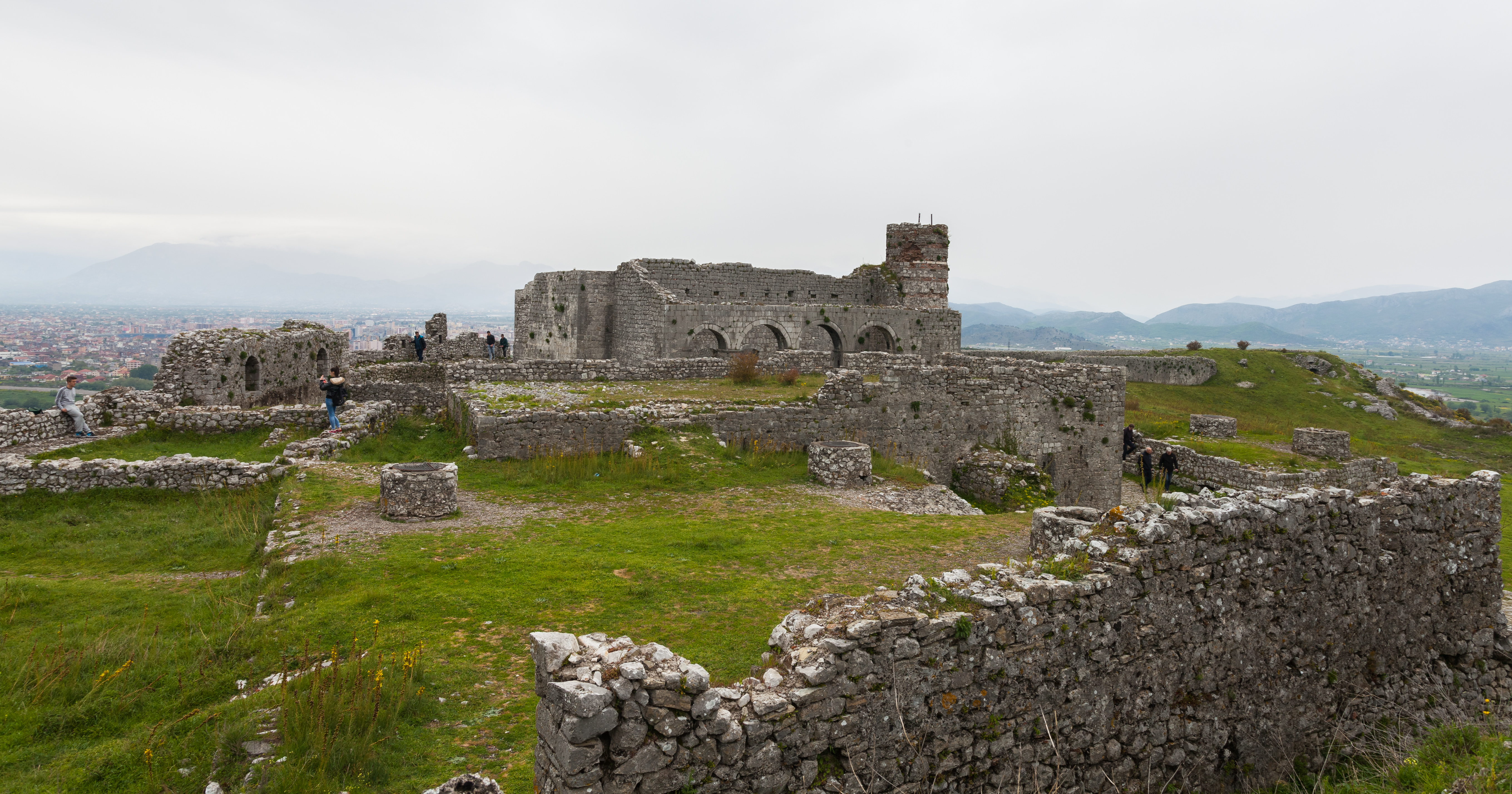
Руїни замку Розафа, Шкодер

Найбільш відвідувані археологічні об'єкти:
- Аполлонія Іллірійська
- Антигонія
- Білліс
- Бутринті

### Природні пам'ятки

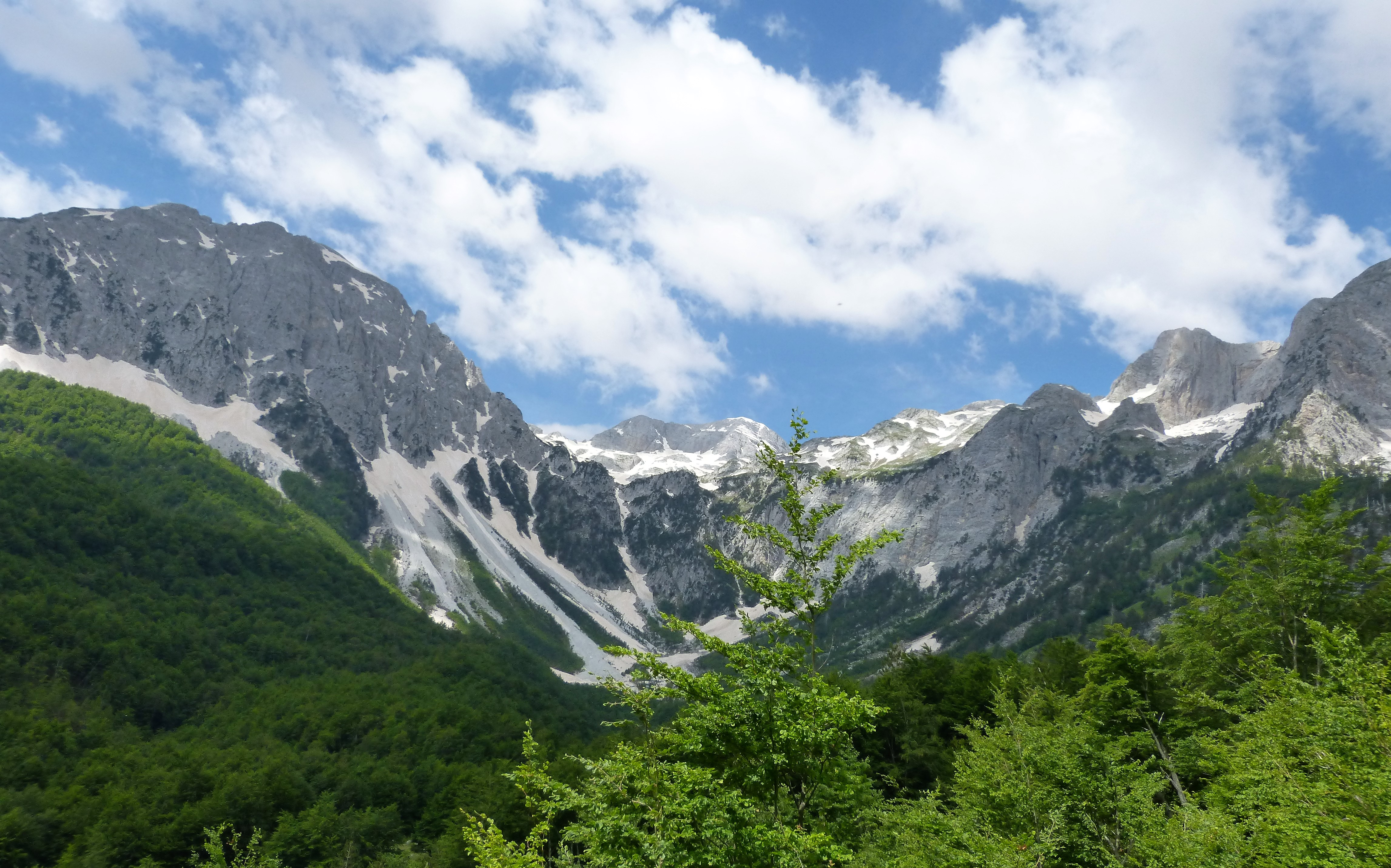
"Албанські Альпи"-гори Проклетіє

Албанія відома своїми захоплюючими пейзажами. Найбільш популярні з них:  
- Албанська Рів'єра , прибережна зона від Вльори до Саранди вздовж Іонічного моря . Берегова лінія Албанії простягається в цілому більш ніж на 450 км  ,
- Карабурун-Сазан - перший і поки що єдиний національний морський парк країни, частина Рів'єри;
- Проклетіє, або «Прокляті гори» у Північній Албанії. 70% території Албанії займають гори;
- Кельменд  - регіон у північній частині Албанії;
- "Блакитне око" - карстове джерело в південній Албанії;
- Озеро Комані-Феррі з захоплюючим видом на гори в Північній Албанії;

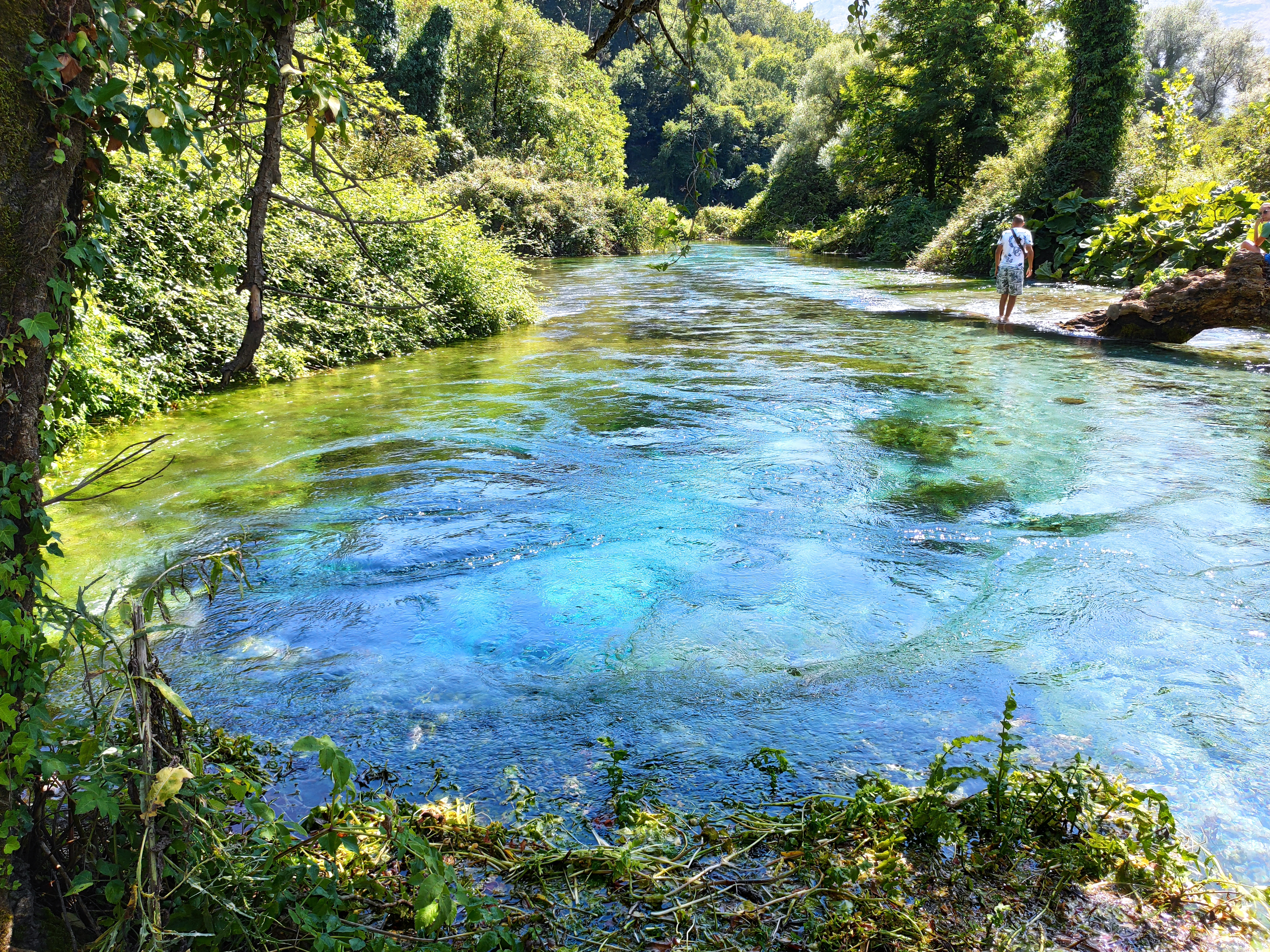
Кастове джерело "Блакитне око"

- Осум-Каньйон  - найбільший в Албанії каньйон завдовжки 20 кілометрів, знаходиться недалеко від Чоровода в окрузі Скрапарі;Кастове джерело "Блакитне око"Прибережні райони на північ від Дурреса та пляж біля Каваю;
- Курортні місцевості в Ада Бояна, неподалік кордону Чорногорії , і Шенджин поруч з Лежа
- Лагуна Караваста біля Дів'яка на Адріатичному морі;
- Водоспад Сотіра в окрузі Грамші поблизу гори Томорі;
- Озера Бельш в окрузі Ельбасану;
- Каньйони Нивіца та Прогонат біля Тепелени та каньйон Лангаріца в окрузі Коленя

### Сільські місцевості

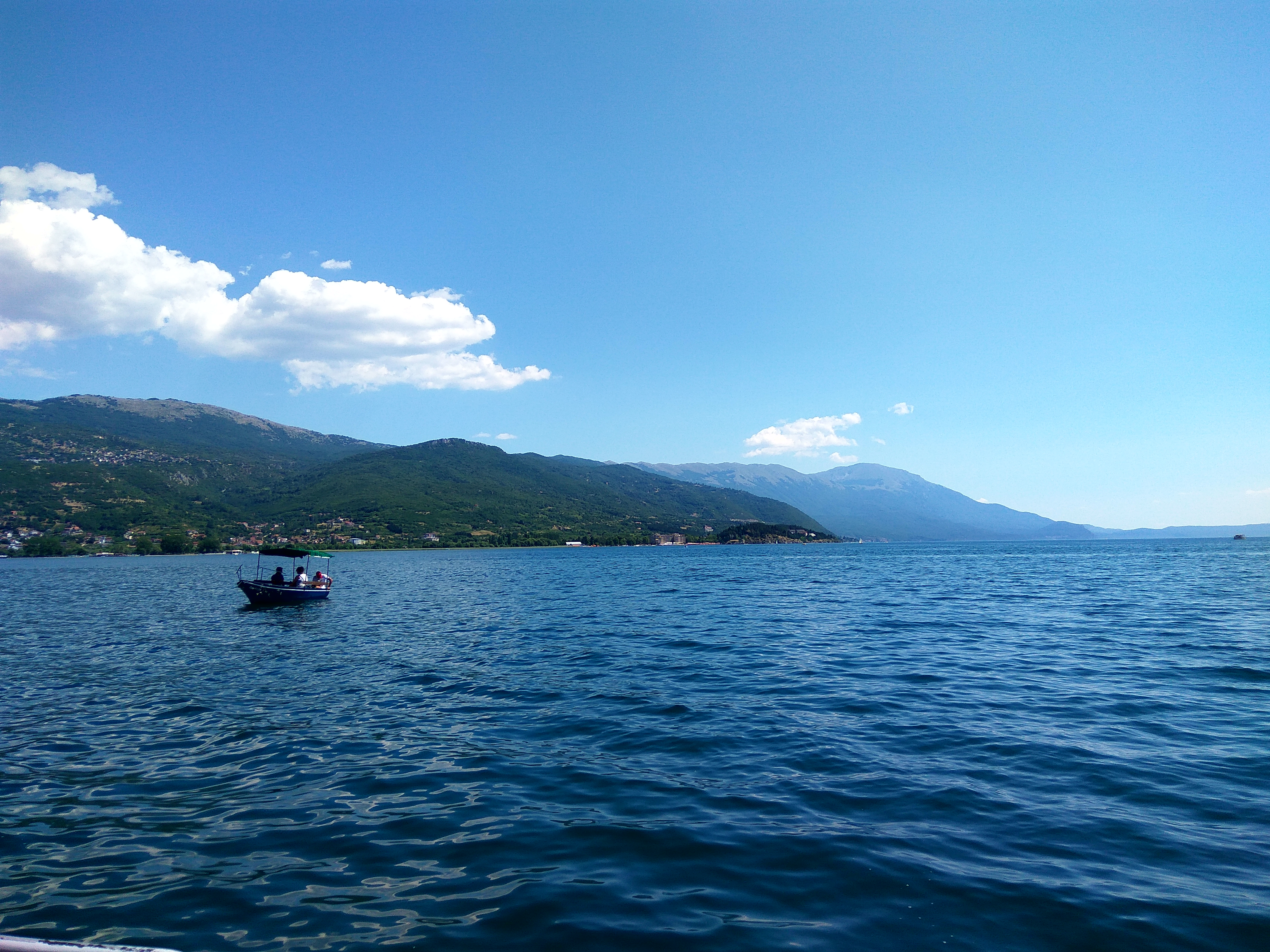
Охридське озеро, Албанія

Основні напрямки агротуризму в Албанії:
- Гірське село Воскополе , а також села Дардьо, Віхкук та Дренове біля Корча.
- Уденішт біля Охридського озера
- Округ Перметі на південному сході Албанії, і село Лібохова поруч із Гірокастрою.
- Рибальське село Широке біля озера Шкодер
- Парк лебедів Дрилон на схід від Поградця
- Село Джинар біля Ельбасану , Кукур в окрузі Грамші і Шиштевац в районі Кукес.
- Мальовничі райони Фуше-Куко та Шенколь в окрузі Лежа.
- Приміська зона вздовж Руга та Ельбасана та панорама гори Дашт на околиці Тирани

### Панорамні маршрути
В Албанії є безліч панорамних маршрутів, основні з них:
- Вльора - Саранда - маршрут на південному заході Албанії вздовж Албанської Рів'єри, починаючи з прибережної Вльори, через перевал Логара вздовж Церанійського хребта;
- Автострада А1 вздовж долини річки Фан у Північній Албанії;
- SH78 Джергукат - Дельвін - маршрут з видом на Dropulli Plain в Південній Албанії;
- Sh75 Корча  - Ершеке  - Гірокастра  - Перметі  - Кельчірі  - Тепелена;
- Ельбасан - Поградець - маршрут уздовж долини річки Шкумбіні та Охридського озера;
- Коплик  - Тітки і Коплик - Вермош в Проклетії з видами на круті скелі, гірські вершини та кришталево чисті річки та водоспади

## Види туризму у Албанії
Одними з найпоширеніших форм туризму в Албанії є прибережний, культурно-пізнавальний, оздоровчий і стоматологічний, спелеологічний, мисливський, гірський, пригодницький туризм (вільне скелелазіння, каньйонінг або річкова навігація), кулінарний, агротуризм тощо.
До перспективних форм туризму, які можна розвивати на території країни належать екотуризм, промисловий туризм, ремісничий туризм, сільський туризм, морський туризм (підводне плавання), релігійний туризм тощо.

### Пляжний туризм
Вважається, що пляжний туризм зосереджений на заході країни, особливо у Веліпоє , Шенджині , Дурресі , Вльорі , Рів’єрі та Саранді , Ксаміл є більш відвідуваним. Ці міста також пропонують велику кількість послуг, готелів і ресторанів, привертаючи увагу іноземних туристів в останні роки.

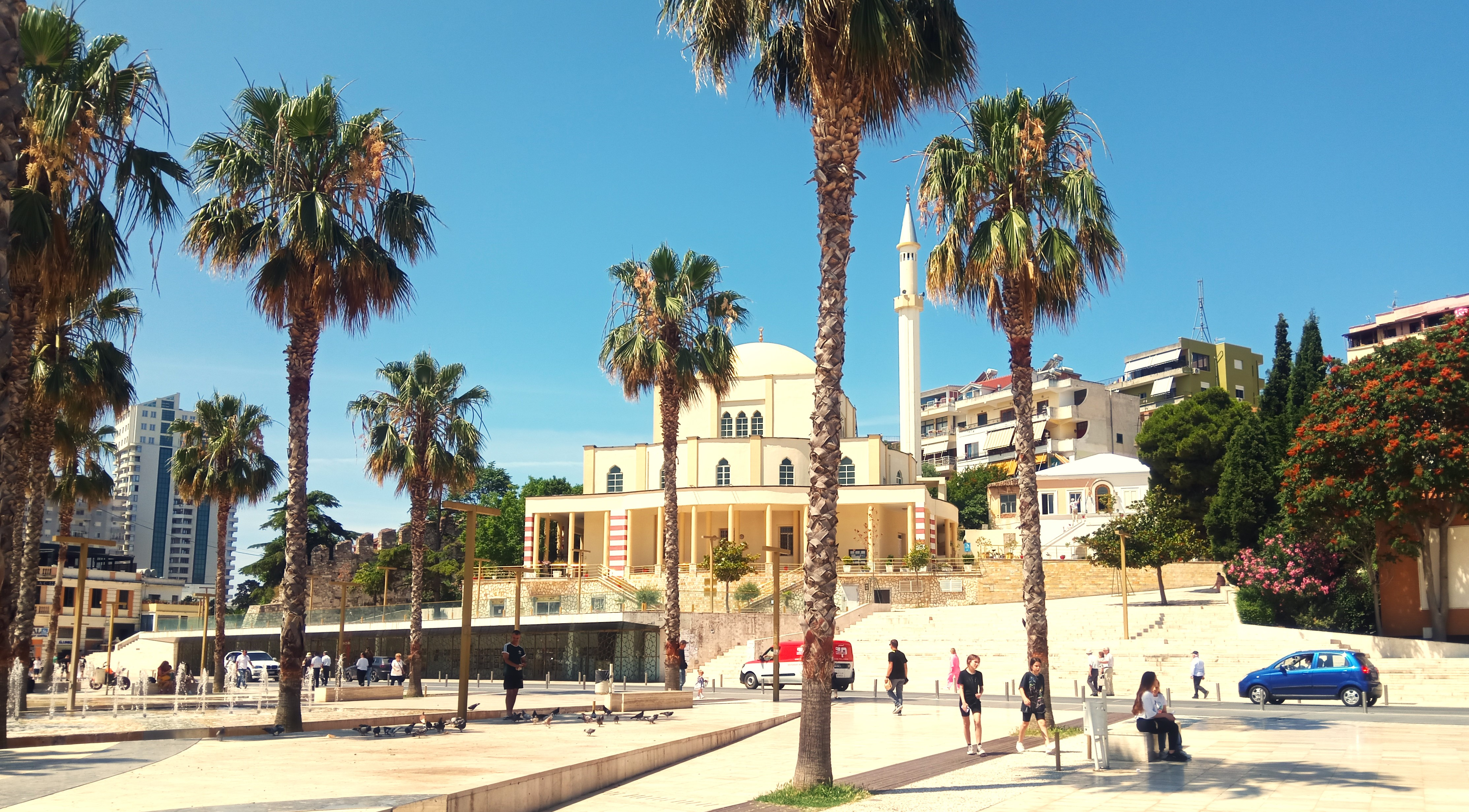
Дуррес, Албанія

- Дуррес: сьогодні це найважливіше туристичне місто-порт Албанії. У південній частині знаходиться його пляж протяжністю понад 10 км. Протягом літнього сезону в Дуррес на акваторію Адріатичного моря приїжджає понад 150 000 туристів. Пам’ятки стародавнього міста витримали випробування часом і збереглися до сьогодні. Дуррес є також цікавим місцем для історичного туризму.

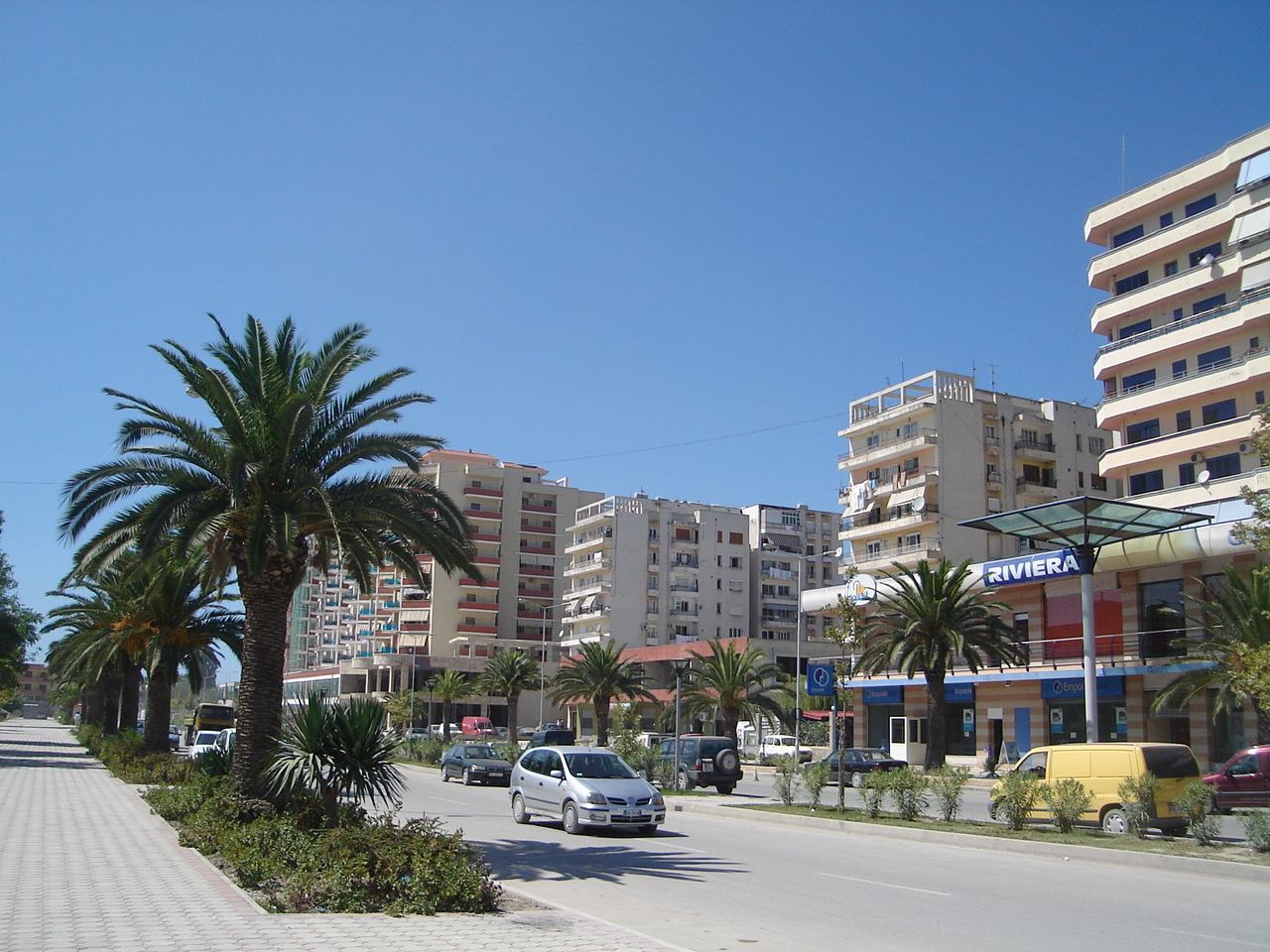
Вльора, Албанія

- Вльора: з населенням 150 000 жителів розташована на південному заході Албанії, на узбережжі Адріатичного моря. Вльора є туристичним центром, і вздовж її пляжів є багато готелів і ресторанів.

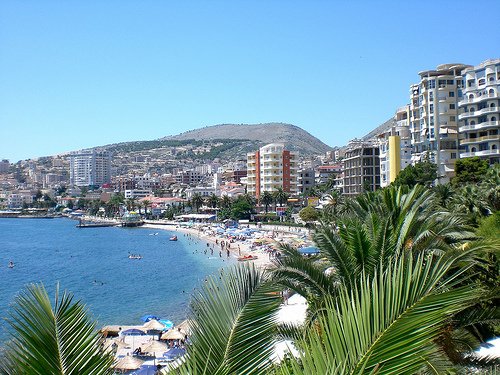
Саранда, Албанія

- Саранда: прекрасне місто Саранда пропонує унікальний стиль і атмосферу. Панорароти грецького острова Корфу.

- Дів'яка: пляж Дів'яка, довжиною близько 12 км, є однією з найкраще збережених природних красот в Албанії. Пляж в основному відвідують місцеві жителі або гості з міста Лушнє, а також інші туристи.

- Веліпоя:  пляж Веліпоя в місті Шкодра пропонує нові можливості для розвитку прибережного туризму. Розлив Буни на півночі країни позначає узбережжя Албанії на півдні. Веліпоя є нвйпівнічнішою провінцією країни, що розташована приблизно в 25 км від міста Шкодра. Тут понад 250 сонячних днів. Влітку температура сягає понад 20°C. Біля пляжу Веліпоя також знаходиться лагуна Вілуні площею близько 130 га. Це важлива екосистема для гніздування водоплавних птахів із 183 видами. Є також мисливський заказник площею 700 га.

- Семані: Пляж Семані є одним із наймальовничіших пляжів Албанії. Його довжина близько 3,5 км, ширина близько 2 км. Дві унікальні особливості цього пляжу: дрібний пісок і красиві соснові ліси. Море мілке і дуже підходить для сімейного відпочинку з дітьми.
- Шенгджіні: Піщаний пляж на заході Албанії. Шенгджіні розташований на північному кінці великої затоки, за 7 км від міста Лежа. На південь від міста лежить Лагуна, дельта річки Дрін, яка утворює охоронюваний природний оазис Куна-Вайні. Відкритий тут у 2009 році порт з'єднує місто з Барі. З цього місця відкривається прекрасний краєвид з фантастичним морем, яке оточують не дуже високі гори, але з особливим складом. Відзначається, що в останні роки місто сильно розвивалося, що призвело до масового будівництва.

### Культурно-пізнавальний туризм
Крім пляжів Адріатичного та Іонічного морів, Албанія може запропонувати цілий ряд історичних пам'яток, архітектура країни - це строката суміш безлічі релігій, стилів і культур, від пам'ятників давньогрецького періоду до мусульманських мінаретів, від ідилічних гірських курортів, багато з яких засновані ще римлянами, до монастирів всіх конфесій. 
Національний Історичний музей є найбільшим і багатим музеєм Албанії, він знаходиться біля 15-поверхового тиранського Міжнародного Готелю - найвищої будівлі в країні (величезна мозаїчна фреска покриває весь фасад будівлі). На схід від готелю розташований Палац Культури, що має власний театр, ресторан, кафе і художні галереї, і явно виділяється на тлі невисоких будинків столиці своєю "радянською" архітектурою.
По набережній річки Лана, на південь від столиці, височать білі мармурові стіни колишнього Музею Енвера Ходжі ( "Піраміда"), який іноді використовується як центр проведення різних виставок і в майбутньому перетвориться міжнародний Культурний Центр (тут планується розмістити найбільшу дискотеку Європи).

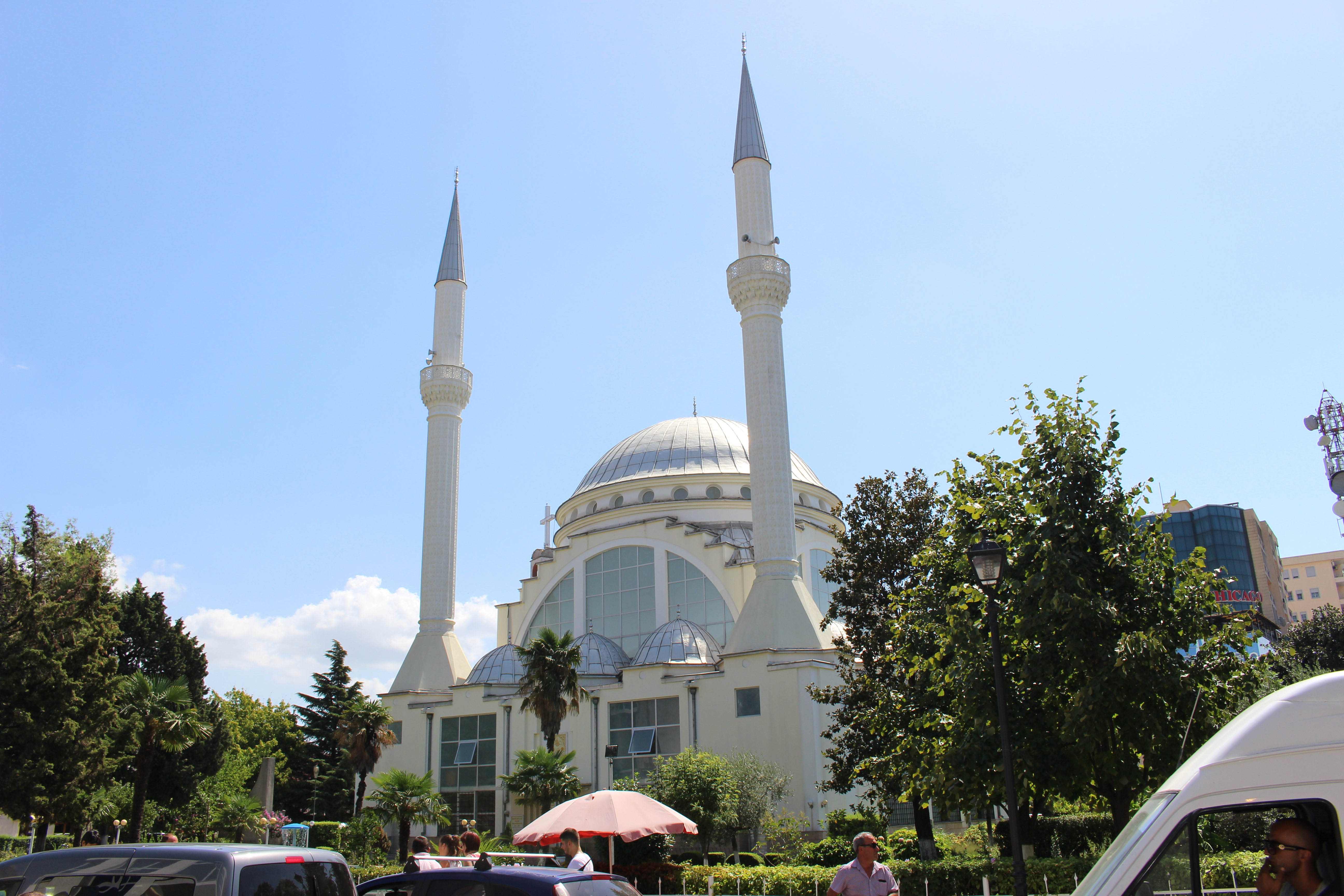
Мечеть Шейха Заміла Абдулли Аль-Заміль, Шкодер

До визначних пам'яток Тирани також можна віднести Музей Національної культури, Музей природної історії і прекрасну Художню галерею.
Місто Шкодер прикрашене мечеттю Шейха Заміла Абдулли Аль-Заміль, а поруч з нею розташований Музею-Популло ( "Громадський Музей"), який має значну колекцію історичних фотографій, в тому числі показують недавнє "соціалістичне" минуле країни, а також має багате археологічне зібрання , розташоване в нижніх поверхах.  Легендарна фортеця Розафа знаходиться в 2 км. на північний захід від Шкодера, біля південного краю однойменного озера. Нижче фортеці лежить багатокупольна Свинцева Мечеть, єдина мечеть в місті, яка  уникла руйнування з часом.
У 12 км. від Фіері (100 км. на південь від Дурреса) лежать руїни античної Аполлонії. Місто було засноване в 855 р. До н.е. е. греками і була важливим містом-державою Середземномор'я. До наших днів тут збереглися Амфітеатр, колонада магазинів римського міського центру, Одеон (II ст. Н. Е.), Портик (III в. До н. Е.) з нішами для статуй, "Мозаїчний Дім" з фонтаном, Булетеріон (I в. н. е.), фрагменти фортечних стін (IV ст. н. е.), монастир Св. Марії (XII ст. н. е.) з музеєм Археології і візантійської церквою. Недалеко від Аполлонії, по дорозі на Дуррес, розташований величний монастир Арденіка.
В Албанії знаходяться  об'єкти всесвітньої спадщини ЮНЕСКО:
- Археологічний музей-заповідник Бутринті
- Історичні центри Берата та Гірокастри

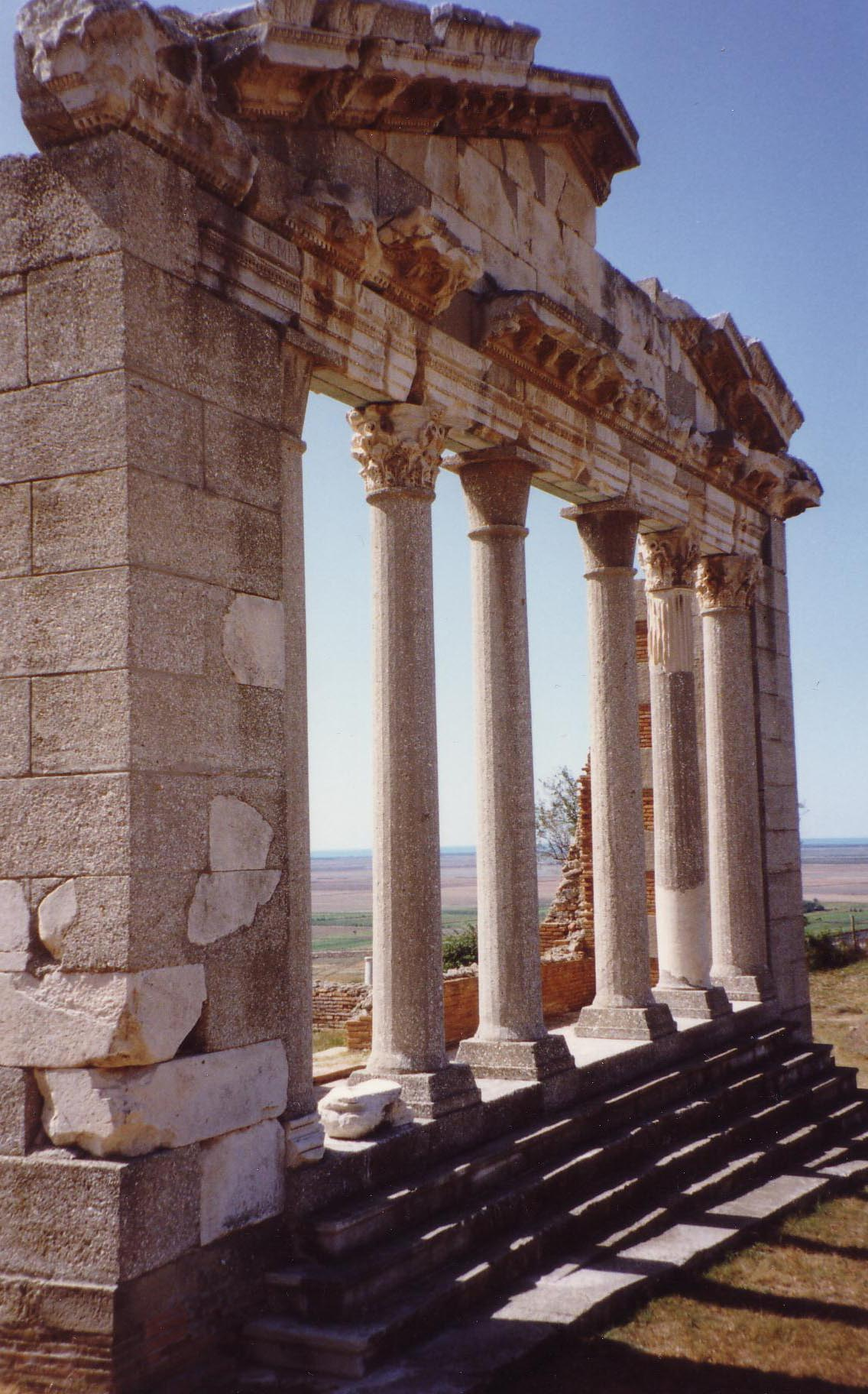
Руїни античної Аполлонії поблизу м. Фіері

Гірокастра лежить в 120 км. на південь від Тирани, це вражаюче мальовниче місто-музей, що розкинулося на схилах гори над берегом річки Дрині. Над містом домінує похмура цитадель XIV століття, тепер це Музей зброї. Цікаві також Музей Національно-визвольного руху, Етнографічний музей, мечеть Мекате і старі турецькі лазні в нижній частині міста.
Стародавні руїни Бутринті (I тис. л. До н. Е.) лежать майже на південному кордоні країни з Грецією, в 160 км. на південь від Тирани, і вважаються перлиною Адріатичного узбережжя. Вергілій стверджував, що Бутринті побудували троянці, але ніяких доказів цього все-таки не знайдено, хоча ділянку і був детально вивчений археологами. 
Розташований у центральній Албанії, Берат має давню історію та несе сліди співіснування різних релігійних та культурних спільнот протягом століть. У місті є руїни замку, з місцевою назвою Кала, який має початок у 2 ст. до н. е. (коли відомо що укріплення було спалено римлянами). Замок був відбудований у 5 ст., але більша частина, яка збереглася, була збудована у 13 ст. н. е. Замок збудований на скелястому пагорбі висотою 214 метрів над річкою Осум, та має підйом лише з півдня.

### Оздоровчий туризм
Багатство албанської природи та середземноморський клімат подарували країні чимало лікувальних курортів. Адже термальні джерела з мінеральними водами та інші рекреаційні ресурси залучають до Албанії багатьох туристів. Також відпочинок з оздоровчим ефектом часто влаштовують у хвойних лісах та на морських узбережжях. Лікувальні тури в Албанії особливо корисні для людей, які страждають на захворювання опорно-рухового апарату, шкіри, нервової та серцево-судинної систем.
Найпопулярніші оздоровчі курорти в Албанії:
•Біля – термальні джерела з високим вмістом заліза, калію, магнію.
•Шенджин – поблизу знаходяться хвойні ліси.
•Врономеро – термальні води з великою концентрацією солі та мінералів.
•Ельбасан – відомий ще з часів Стародавнього Риму, джерела багаті на сірководень.
•Пішкопія - гірські джерела, що містять калій і хвороби дихальних шляхів, що лікують.
•Бенья - термальні води на відкритому повітрі, корисні для лікування шлунка та проблем зі шкірою.

### Гірський та пригодницький туризм

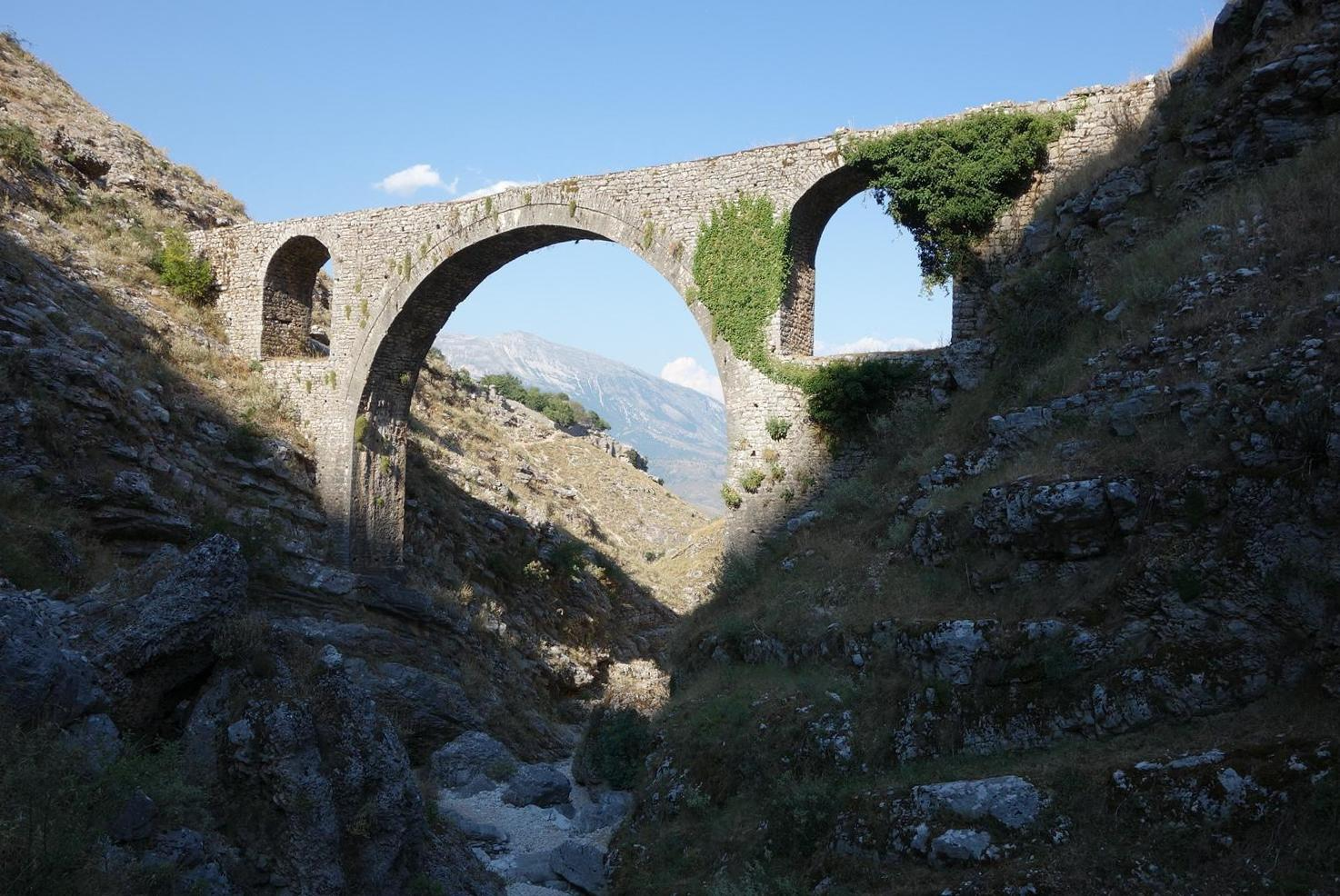
Міст Алі Паші біля Гірокастри

71% території Албанії займають гори. За цим показником Албанія входить до трійки найбільш гірських країн світу. 

Найвища точка Албанії – гора Кораб. Висота 2764 метри. Вона знаходиться на кордоні із Північною Македонією.
Друга за висотою гора Албанії - Єзерця. Висота 2649 метрів. І ось ця гора цікавіша туристам, оскільки знаходиться в найкрасивішому гірському регіоні країни.

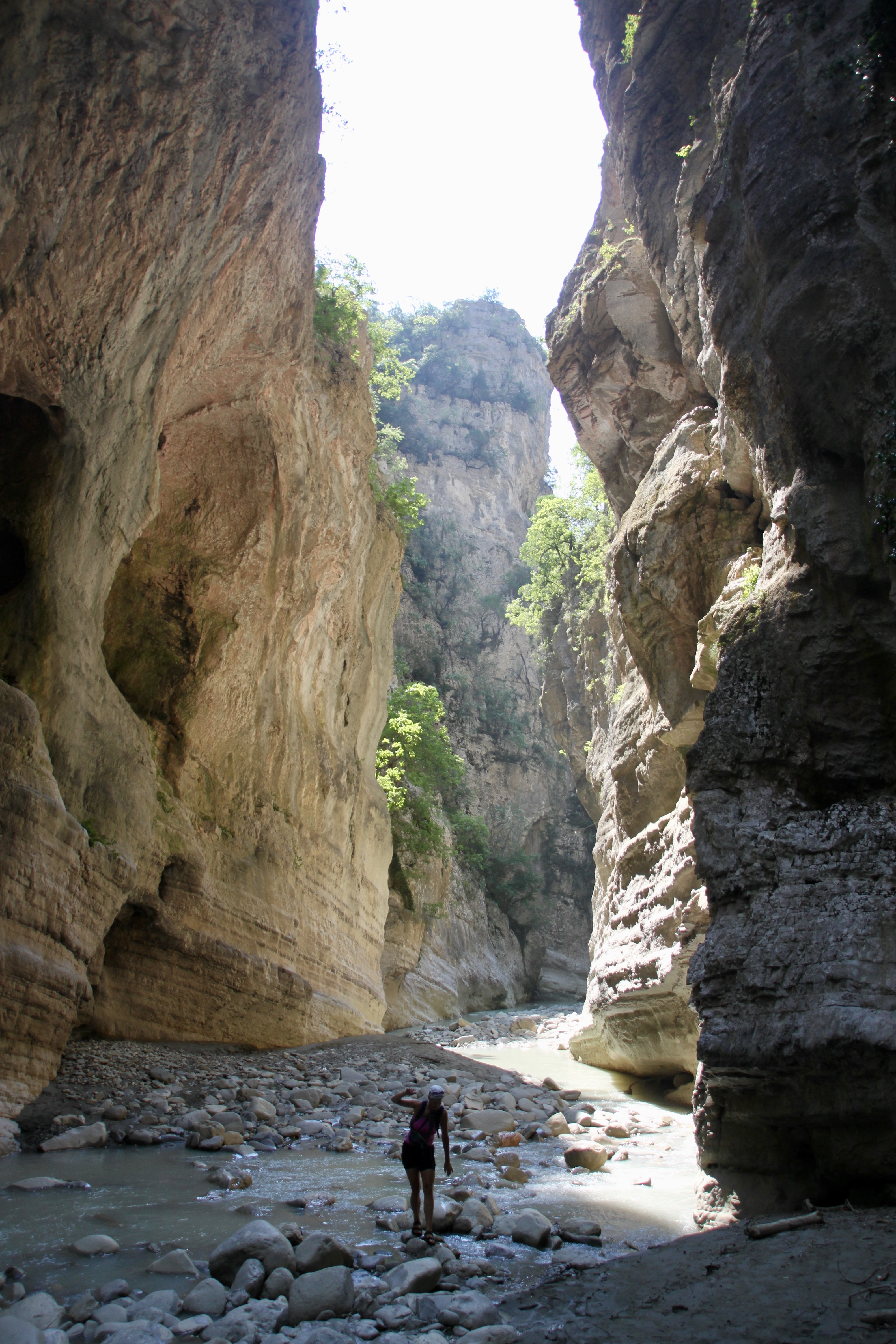
Каньйон Ленгаріка

В Албанії для активних мандрівників є все: трекінг, хайкінг, каньйони, водоспади, рафтинг, парапланеризм та багато іншого.
- Перевал Логара – це національний парк і перевал – автомобільна дорога-серпатин, що веде від Саранди на Вльору Є два оглядові майданчики. Цей перевал є одним із найвищих у Європі. Висота сягає від 470 до 2018 м вище рівня моря.
- Міст Алі Паші в горах біля стародавнього міста Гірокастра-  османський міст, що добре зберігся, в Балканських горах на околиці міста.
- Каньйон Ленгаріка був створений після століть ерозії та являє собою вапнякове утворення рідкісної краси з вертикальними скелястими стінами, що піднімаються на 30 метрів. Природна панорама вздовж каньйону Лангаріка приголомшлива і недоторкана людською рукою. Усередині каньйону є багато печер, різноманітні дерева та кущі, а також термальні джерела, утворені сірчаними водами, які витікають з печер.

### Стоматологічний туризм
Стоматологічний туризм в Албанії , який є частиною туризму в цілому та медичного туризму, зокрема, переживає бум в останні роки. Відповідно до досліджень албанських медиків, частку стоматологічного туризму припадає близько 4% загального робочого навантаження стоматологічних клінік у балканській країні. Щоб стимулювати стоматологічний туризм, самі стоматологи займаються проектуванням туристичних пакетів для пацієнтів з-за кордону, заманювання їх низькими цінами на свої послуги та красою Албанії.
Раніше ця послуга розвивалася в Хорватії, але після підвищення цін там пацієнти почали стікатися до Албанії . За даними албанських стоматологів, країни, з якими межує Албанія, характеризуються низькими цінами на стоматологічні послуги, але в Албанії ці послуги, як і раніше, коштують дешевше. Зокрема, стоматологічні клініки в Шкодер є великими конкурентами стоматологічних клінік в Улціні.
Ціни в стоматологічних клініках в Албанії приблизно в 4-5 разів нижчі, ніж в інших розвинених країнах Заходу . Наприклад, в Італії за зубну пломбу вам потрібно заплатити 250 євро, у Греції за цю послугу фахівці вимагатимуть 180 євро, у Великій Британії вона коштуватиме 300 фунтів, а в США – 400 доларів. В Албанії пломбування зуба коштує в середньому 15-35 євро.
Посилаючись на ціни, які залучають туристів до стоматологічних клінік, експерти зазначають, що в Албанії немає правового регулювання стоматологічного туризму. Тому деякі клініки працюють з одним і тим же прайс-листом, інші використовують другий прайс для туристів, збільшуючи ціни до 50%.
Незважаючи на це, переваги стоматологічних клінік у поточний період значні, але офіційних даних про стоматологічний туризм у балканській країні поки що немає. Тим часом, Міністерство туризму та Міністерство охорони здоров'я планують розробити конкретний план розвитку стоматологічного туризму в Албанії, щоб позитивно вплинути на економічний розвиток країни.

## Управління туризмом
Організація туризму в Албанії з 1991 року знаходиться під відповідальністю Міністерства туризму та навколишнього середовища( реорганізоване у 2017). Міністерство є компетентним органом з розробки політики та програмування у сфері туризму, з маркетингу та просування туристичних напрямків, контролю та регулювання розвитку. Також воно відповідає за оголошення Культурних і Туристичних Зон та Зон Збереження, Туристичних Центрів, Історичних та Природних об'єктів, де здійснюються спеціальні заходи щодо захисту та збереження.
Міністерство наглядає за Національним агентством з туризму( Agjencia Kombëtare e Turizmit). Національне агентство з туризму на регіональному рівні відповідає за реалізацію маркетингових програм, моніторинг розвитку та укладення контрактів на обслуговування в туристичних зонах, а також за управління доходами від орендних контрактів (99 років) з приватними суб'єктами, що використовують землю в туристичних районах для розвитку туризму. Основним завданням агентства є просування Албанії як туристичного напрямку в Середземноморському басейні , Європі та в усьому світі. AKT організовує та керує участю країни в міжнародних туристичних ярмарках і надає он-лайн рекламні пропозиції різним міжнародним туроператорам. 
Туристичні інформаційні офіси на місцевому рівні відповідають за вирішення скарг від відвідувачів на туристичні підприємства та надання інформації щодо вимог для відвідування Албанії. 
Ще одним членом третього (місцевого) рівня схеми управління туризмом в Албанії є приватна національна асоціація туризму. Існують дві приватні національні асоціації туризму: Асоціація албанських туристичних операторів( ATOA)  та Албанська туристична асоціація.

## Вплив туризму на економіку країни
Туризм є пріоритетним сектором стабільного економічного та соціального розвитку в албанській економіці. Він приносить високі доходи з урахуванням інших суміжних галузей, а також забезпечує можливості працевлаштування та самозайнятості. 
Міжнародний туризм в Албанії на теперішній час становить 46% від загального експорту та 65% експорту в секторі послуг. 
До 2028 року очікується, що внесок туристичного сектору складе приблизно 9,3% по відношенню до ВВП, а з урахуванням опосередкованого ефекту від витрат на інші види діяльності, пов’язані з туризмом, такі як готельні послуги, харчування, туристичні агенції, туроператори, оренда автомобілів тощо - приблизно 28,9%, що робить туризм однією з ключових галузей економіки країни. Валові доходи від туризму в 2018 році склали приблизно 1,85 млрд євро.
Кількість зайнятих у туристичному секторі зростає з року в рік в Албанії. Туризм також має значний внесок у зайнятість, становлячи близько 20% від загальної зайнятості. Згідно з деякими прогнозами INSTAT (2018), у 2025 році кількість зайнятих у цьому секторі досягне 220 тисяч або близько 20.4% від загальної зайнятості, зі середнім зростанням у 2% на рік. Фактично, туризм забезпечив близько 250 тисяч робочих місць у 2022 році, порівняно з 244 тисячами робочих місць у 2019 році до пандемії.
Уряд Албанії оголосив туризм однією з пріоритетних галузей для економічного розвитку та однією з пріоритетних галузей університетських досліджень, оскільки в останні роки інтерес до ведення бізнесу у сфері туризму зріс, що призвело до значного збільшення інвестицій у цій сфері. З іншого боку, уряд Албанії вжив низку заходів для створення умов, що сприяють розвитку туризму, таких як звільнення від податку на прибуток для всіх 4-5-зіркових готелів, зниження ПДВ до 6% для всіх послуг, що надаються в 5-зіркових готелях; зниження ПДВ до 6% для всього сектору розміщення; звільнення від податку на інфраструктуру для 4-5-зіркових готелів, володарів міжнародно визнаних торгових марок. 
У 2021 році влада Албанії схвалила будівництво другого міжнародного аеропорту – таким чином балканська держава сподівається сприяти туризму та економічному розвитку. «Аеропорти приносять робочі місця та розвиток», – заявив прем’єр-міністр Еді Рама 5 березня. 

## Соціокультурний вплив туризму
Туризм в Албанії має значний соціокультурний вплив, який можна розглядати як з позитивного, так і з негативного боку. Наприклад, міста Берат та Гірокастра, включені до списку Всесвітньої спадщини ЮНЕСКО, отримують велику користь від туристичних потоків. Завдяки доходам від туризму, місцева влада та підприємці можуть інвестувати у реставрацію та підтримку історичних будівель, музеїв та культурних традицій. Це сприяє не тільки збереженню культурної спадщини, але й підвищенню інтересу до місцевої культури серед жителів та туристів, що є важливим аспектом для розвитку національної ідентичності та популяризації країни на міжнародному рівні.
Місто Круя є чудовим прикладом того, як туризм може підтримувати місцеві традиції та ремесла. Тут розташований традиційний базар ( Old Bazaar Krujë) , де продаються вироби місцевих майстрів, такі як текстиль, килими, вишивка та сувеніри. Завдяки туристам, які відвідують ці базари та купують місцеві продукти, зберігаються ремісничі традиції і створюються робочі місця для місцевих жителів. Це сприяє економічному зростанню та культурному збагаченню регіону, підвищуючи добробут місцевих громад.
Столиця Албанії, Тирана, за останні роки стала привабливим місцем для міжнародних туристів, що сприяє культурному обміну та міжнародному розумінню. Туристи відвідують культурні події, музеї та виставки, що сприяє обміну ідеями та культурними цінностями. Це дозволяє місцевим жителям знайомитися з культурами інших країн, а туристам — з албанською культурою, покращуючи взаєморозуміння та культурну взаємодію між народами.
Проте туризм також викликає певні соціальні зміни та модернізацію, які можуть мати як позитивні, так і негативні наслідки. Південне узбережжя Албанії, відоме як Рив'єра, стало популярним місцем для пляжного туризму, що призвело до значних інвестицій у інфраструктуру, включаючи будівництво нових готелів, ресторанів і розважальних закладів. З одного боку, це сприяє економічному зростанню та модернізації регіону. З іншого боку, швидкий розвиток туризму може призвести до соціальних змін, таких як зростання цін на нерухомість, зміна способу життя місцевих жителів та вплив на традиційні соціальні структури. Місцеве населення може відчувати тиск і необхідність адаптації до нових умов, що може викликати соціальне невдоволення.
Місто Вльора, важливий порт і туристичний центр на узбережжі, стикається з викликами, пов'язаними з екологічним та культурним впливом масового туризму. Зростання туризму може призводити до негативних екологічних наслідків, таких як забруднення пляжів, підвищення навантаження на інфраструктуру та втрати біорізноманіття. Культурні виклики включають ризик втрати автентичності та комерціалізацію традиційної культури. Важливою задачею є збереження балансу між розвитком туризму та збереженням екологічної і культурної спадщини.

## Вплив туризму на екологію
Екологічний вплив туризму в Албанії, як і у інших країнах, проявляється у багатьох аспектах. Одним з найбільш яскравих прикладів є екологічні виклики, з якими стикається місто Вльора. Як важливий порт і туристичний центр, Вльора приваблює велику кількість відвідувачів, що призводить до забруднення пляжів та підвищення навантаження на місцеву інфраструктуру. Зростання кількості туристів викликає необхідність у будівництві нових готелів, ресторанів та інших туристичних об'єктів, що, у свою чергу, веде до зростання відходів та забруднення водних ресурсів. Незважаючи на економічні вигоди, це створює значні екологічні проблеми, з якими потрібно боротися.
Національний парк Бутринті, що знаходиться під захистом ЮНЕСКО, є ще одним прикладом впливу туризму на екологію Албанії. Цей парк є важливим туристичним об'єктом завдяки своїм археологічним та природним багатствам. Однак велика кількість відвідувачів може призводити до деградації природних екосистем і руйнування археологічних пам'яток. Часті відвідини можуть пошкоджувати місцеву флору та фауну, а також викликати ерозію ґрунтів. Важливою задачею є забезпечення стійкого туризму, що зберігає природні та культурні ресурси парку.
Національний парк Ллогара також відчуває вплив туризму. Цей парк, розташований у горах, є популярним місцем для активного відпочинку, включаючи піші прогулянки та кемпінг. Зростання туристичної активності призводить до збільшення кількості відходів та знищення природних ландшафтів. Важливим завданням для збереження екології парку є розробка та впровадження ефективних заходів з управління відходами та охорони природи, що дозволять зберегти його природну красу для майбутніх поколінь.
Узбережжя Рив'єри також зазнає негативного впливу від туризму. Масовий туризм на узбережжі призводить до забруднення моря та прибережних зон, а також руйнування прибережних екосистем. Будівництво нових готелів та туристичних об'єктів часто веде до знищення природних середовищ проживання для багатьох видів тварин і рослин. Забезпечення стійкого розвитку туризму в цьому регіоні є важливим для збереження його природних ресурсів і біорізноманіття.
Туризм в Албанії також викликає проблеми з управлінням відходами у туристичних зонах. Наприклад, у популярних туристичних містах, таких як Саранда та Дуррес, збільшується кількість твердих побутових відходів під час туристичного сезону. Це створює навантаження на місцеві системи управління відходами та призводить до забруднення навколишнього середовища. Впровадження ефективних систем збору та переробки відходів є необхідним для зменшення екологічного впливу туризму на ці регіони.